# جاك كارول
جاك كارول هو سياسي كندي، ولد في 9 نوفمبر 1942 في بيتيربوروغ في كندا. حزبياً، نشط في حزب أونتاريو المحافظ التقدمي. وقد انتخب عضو برلمان مقاطعة أونتاريو.